# اورتاپینار (شهود)
اورتاپینار (به ترکی استانبولی: Ortapınar) یک منطقهٔ مسکونی در ترکیه است که در شهود (شهر) واقع شده‌است.